# Itsunori Onodera

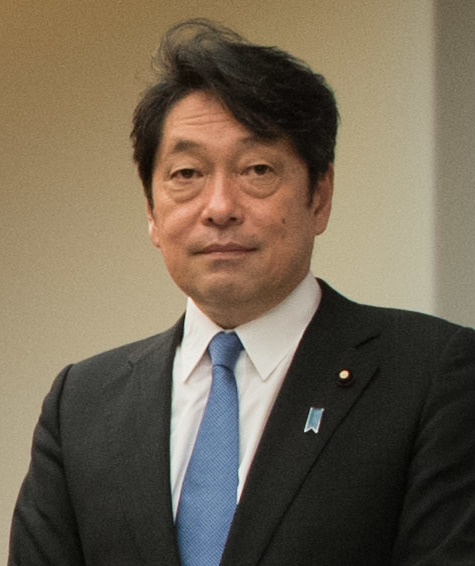
Itsunori Onodera (2018)

Itsunori Onodera (jap. 小野寺 五典, Onodera Itsunori; * 5. Mai 1960 in Kesennuma, Präfektur Miyagi) ist ein japanischer Politiker der Liberaldemokratischen Partei (LDP; darin bis zur Auflösung Kishida-Faktion), Abgeordneter im Shūgiin, dem Unterhaus des nationalen Parlaments, für den Wahlkreis Miyagi 5 und ehemaliger Verteidigungsminister.

## Leben
Onodera studierte an der ozeanographischen Fakultät der Ozeanographischen Hochschule Tokio und wurde nach seinem Abschluss 1983 Präfekturbeamter in Miyagi. 1990 verließ er die Präfekturverwaltung und forschte am Matsushita Seikei Juku, gleichzeitig absolvierte er ein Studium am Graduiertenkolleg der Universität Tokio, das er 1993 abschloss. Ab 1994 lehrte er an der Tōhoku Fukushi Daigaku.
Seine aktive politische Karriere begann Onodera 1997, als Fukujirō Kikuchi, LDP-Abgeordneter für den 6. Wahlkreis, wegen eines Verstoßes gegen das Wahlgesetz zurücktrat. Bei der resultierenden Nachwahl kandidierte Onodera für die LDP und setzte sich gegen den Unabhängigen Masamitsu Ōishi durch. Im Jahr 2000 musste Onodera selbst wegen eines Verstoßes gegen das Wahlgesetzes zurücktreten und für drei Jahre Einschränkungen seines Wahlrechts hinnehmen; bei der erneuten Nachwahl wurde Ōishi sein Nachfolger. Anschließend forschte Onodera für zwei Jahre an der Johns-Hopkins-Universität und war im Vorstand der Trägerstiftung einer Fachschule (senmon gakkō) in Kesennuma tätig.
Bei der regulären Shūgiin-Wahl 2003 trat Onodera erneut im Wahlkreis Miyagi 6 an und gewann klar gegen Ōishi, inzwischen Demokrat. Den Wahlkreis konnte er danach bis einschließlich 2021 bei sechs weiteren Wahlen in Folge verteidigen.
2004 wurde Onodera parlamentarischer Staatssekretär (Daijinseimukan) im Außenministerium, 2007 dort Staatssekretär/„Vizeminister“ (Fukudaijin). 2012 berief ihn Shinzō Abe als Verteidigungsminister in sein zweites Kabinett, bei der Kabinettsumbildung im September 2014 wurde er durch Akinori Eto abgelöst. Bei der dritten Umbildung des Kabinetts Shinzō Abe III im August 2017 wurde er erneut Verteidigungsminister und im Oktober 2018 bei einer Kabinettsumbildung von Takeshi Iwaya abgelöst. Von 2023 bis 2024 saß er dem Shūgiin-Haushaltsausschuss vor. Im September 2024 berief ihn der neue LDP-Vorsitzende Shigeru Ishiba als PARC-Vorsitzender in den engsten Kreis der Parteiführung.
Bei der Shūgiin-Wahl 2024 verlor Miyagi einen Wahlkreis, und Onodera wechselte in den neu zugeschnittenen Wahlkreis 5, wo er sich ohne Gegenkandidat der größten Oppositionspartei mit rund 75 % der Stimmen durchsetzte.